# Peter Rasmussen (organist)
Peter Rasmussen, född 15 mars 1838 i Hørsholm, död 23 november 1913 i Köpenhamn, var en dansk musiker. 
Rasmussen, som var lärjunge till Johan Christian Gebauer, blev 1883 organist vid Garnisonskirken i Köpenhamn. Han var en eftersökt lärare i musikteori och utgav en rad preludier för orgel samt duetter för valthorn. Adolph Julius Eggers var en av Rasmussens lärjungar.